# غلامحسین میرزاده

غلامحسین میرزاده تهیه‌کننده برنامه دیدنیها

غلامحسین میرزاده تهیه‌کننده و برنامه‌ساز تلویزیونی اهل ایران است.
وی نخستین بار در دهه شصت ۱۳۶۰ بعنوان تهیه‌کننده برنامه دیدنی‌ها برای اهالی رسانه شناخته شد. دیدنی‌ها یکی از تأثیرگذارترین برنامه‌های تلویزیونی پس از انقلاب بود که از آن بعنوان برنامه‌ای نوستالژیک و یکی از محبوب‌ترین برنامه تلویزیونی دهه شصت یاد می‌شود. این برنامه شاخص‌ترین و ماندگارترین تلاش کارنامه حرفه‌ای غلامحسین میرزاده به‌شمار می‌رود. او علاوه بر طراحی و تهیه برنامه؛ وظیفه نگارش و سوژه‌پردازی بخش‌های مختلف برنامه را در بیشتر سال‌های پخش برنامه به عهده داشت.

آقایان غلامحسین میرزاده تهیه‌کننده و جلال مقامی مجری برنامه دیدنی‌ها به هنگام حضوردر برنامه موج شب شبکه سه

بجز دیدنی‌ها؛ مجموعه تلویزیونی گوناگون (مجله علمی)؛ برنامه آموزشی طرحی نو دراندازیم با اجرای حسن نیرزاده و شماری دیگر از برنامه‌های آموزشی و مستند نیز از جمله تلاش‌های حرفه‌ای غلامحسین میرزاده در طول بیش از سه دهه برنامه سازی است.